# Агус, Агустинус
Агустинус Агус (индон. Agustinus Agus, 22 октября 1949 года, Линтанг, Индонезия) — католический прелат, третий епископ Синтанга с 29 октября 1999 года по 3 июня 2014 года, третий архиепископ Понтианака с 3 июня 2014 года.

## Биография
Изучал богословие и философию в Высшей семинарии в Джокьякарте. 6 июня 1977 года был рукоположён в священники. Продолжил своё богословское обучение в США. После возвращения в Индонезию служил в приходах в Секадау и Сангау. В последующем был назначен генеральным викарием епархии Сангау.
29 октября 1999 года папа римский Иоанн Павел II назначил его епископом Синтанга. 6 февраля 2000 года состоялось его рукоположение в епископы, которое совершил архиепископ Джакарты Юлий Рияди Дармаатмаджа в сослужении с титулярным архиепископом Ботрианы и апостольским нунцием в Индонезии Ренцо Фратини и архиепископом Понтианака Иерономом Геркуланусом Бумбуном.
Был председателем Комиссии по апостольству мирян и с 2012 года — председателем Комиссии по вопросам справедливости, мира и пастырства мигрантов Конференции католических епископов Индонезии.
3 июня 2014 года римский папа Франциск назначил его архиепископом Понтианака.
29 июля 2014 года получил от римского папы Франциска в Соборе Святого Петра в Ватикане паллий.